# Konrad Haderlein

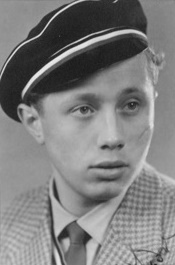
Konrad Haderlein

Konrad Haderlein (* 25. Februar 1932 in Berlin; † 14. Mai 2012 in Saskatoon) war ein deutsch-kanadischer Literaturhistoriker und Lyriker. Über 35 Jahre lehrte er an der University of Saskatchewan. Daneben galt er als Westkanadas bedeutendster Imker.

## Leben
Haderlein war das erste von elf Kindern des Ehepaars Ludwig and Thekla Haderlein. Als Schüler sang er im Staats- und Domchor Berlin.  Wegen der Luftangriffe der Alliierten auf Berlin wurde seine Schule im Zweiten Weltkrieg nach Polen ausgelagert. Auf Geheiß seiner Eltern entwischte der 12-Jährige bei Nacht mit einem Truppenzug nach Kulmbach, wo die Großeltern einen Bauernhof hatten. In der Nachkriegszeit musste er für den Unterhalt der ganzen Familie sorgen, weil der Vater in sowjetischer Kriegsgefangenschaft war. Brauer – wie so viele Franken – mochte er nicht werden. Vielmehr ermöglichte er sich den Besuch des Markgraf Georg Friedrich-Gymnasiums Kulmbach, indem er Praktika bei Siemens machte oder als Tenor vor einer Musikkapelle sang. Nach dem Abitur studierte er Philosophie an der Friedrich-Alexander-Universität Erlangen, wo er 1956 im Corps Guestphalia Erlangen aktiv wurde. Als er zum Dr. phil. promoviert worden war, sah er bei der hohen Arbeitslosigkeit keine Aussichten auf eine Anstellung. Deshalb beschloss er, seinen Weg in Kanada, Brasilien oder Australien zu machen.

### Kanada
Die Emigration endete vorerst auf dem Aéroport international de Montréal-Dorval. Unter den angekommenen Immigranten suchte man Arbeitskräfte. Haderlein ging zu einem Fast-Food-Restaurant. Von erspartem Geld konnte er nach Westen weiterreisen. In Edmonton verdingte er sich in der Musikabteilung der Stadtbücherei. Mit Hilfe ihrer Tonaufnahmen von Laurence Olivier in Shakespeare-Dramen brachte er sich die englische Sprache bei. Ein Professor der  University of Alberta erkannte seinen deutschen Akzent und bot ihm an, an der Universität deutsche Sprache zu unterrichten. Trotz des geringeren Einkommens schlug Haderlein ein. Bald nicht nur Lehrer, sondern auch Student, graduierte er in vergleichender Literaturgeschichte zum Magister artium. Für seine  Doktorarbeit zum literarischen Doppelgänger musste er Fremdsprachen lernen und sieben Schreibmaschinen mit Schriftzeichen des lateinischen, griechischen, französischen, hebräischen, kyrillischen und gotischen Alphabets besorgen.
Noch als Doktorand ging er an die University of Saskatchewan. Dort lernte er Marianne Vangool kennen, die mit den Eltern als ebenfalls ältestes von elf Geschwistern aus Belgien eingewandert war. Sie heiratete Haderlein 1966 und schrieb seine Dissertation, mit der er 1970 zum Ph.D. promovierte.
Als Lehrstuhlinhaber für deutsche Sprache und vergleichende Literaturwissenschaft widmete er sich besonders mittelalterlichen Texten. Aus Werken englischer und deutscher Dichter konnte er auswendig zitieren. Unter den Dramatikern schätzte er William Shakespeare und Ernst Toller.

### Gedichte
Haderlein schrieb nicht nur Lehrbücher, sondern auch Gedichte. In deutscher Sprache geschrieben und zum Teil an Stefan George erinnernd, erschienen sie im Deutschkanadischen Jahrbuch. Als Haderlein und seine Frau 1974 ein Sabbaticaljahr in Deutschland verbrachten, vermissten sie die Weite von Kanadas Landschaft. Sie waren Kanadier geworden. Haderlein kaufte 1980 einen einsamen Landsitz. Dort schrieb er die beiden Gedichtbände Saskatchewan klingt gut, die 1986 und 1990 veröffentlicht wurden. Daneben lernte er noch die mongolische Sprache.
Gelegentlich jähzornig, streitsüchtig und verletzend, war der mensurerprobte Haderlein standfest und hartnäckig – was sich 1988 bei einem Streik seiner Fakultät bewährte. Nachdem er 1999 emeritiert worden war, verkaufte er auf dem Bauernmarkt in Saskatoon regelmäßig seinen Honig. Als er sich 2008 von einer Herzoperation erholte, schrieb er einen Gedichtzyklus nach der Vorlage mittelalterlicher Schweizer Verse, die sich mit dem Besuch des Todes befassen. Ein (ahnungsvolles) Gedicht übertrug er ins Englische:

Death – To the Poet

look at you scribbling in your hovel

instead of scraping with your shovel

i’m on my way with dirge and hearses

one puny stroke and no more verses.

Als Haderlein mit 80 Jahren einen tödlichen Schlaganfall erlitten hatte, hinterließ er seine Frau, einen Sohn, zwei Enkel und Geschwister in Deutschland. Trauerspenden hatte er zugunsten der Saskatoon City Hospital Foundation erbeten.